# Kościół Trójcy Świętej w Łobżenicy
Kościół Trójcy Świętej w Łobżenicy – rzymskokatolicki kościół parafialny w mieście Łobżenica. Należy do dekanatu Łobżenica. Mieści się przy ulicy Mickiewicza.
Jest to świątynia pierwotnie późnogotycka z przełomu XV i XVI wieku, przebudowana w 1662 w stylu barokowym, po rozbudowie w latach 1931–1932 zachowała niewiele cech stylowych (m.in. gotyckie skarpy na zewnątrz). Rozbudowa polegała na przedłużeniu w części zachodniej budowli i wybudowaniu wieży. Od strony północnej została dostawiona niska nawa boczna. Rozbudowa została upamiętniona poprzez umieszczenie w tynku daty 1932 (znajduje się w szczycie frontonu po stronie wschodniej i w szczycie nad kaplicą południową).
Jest to budowla orientowana, murowana z cegły, otynkowana, salowa, wzniesiona na planie wydłużonego prostokąta. Z lewej i prawej strony ołtarza mieszczą się kaplice. Kaplica południowa została wybudowana zapewne w 1662 roku. Druga z nich reprezentuje architekturę barokową. Krypta została wzniesiona na rzucie kwadratu. Ma wyższy dach w odróżnieniu od nawy głównej i pokryta kopułą. Ściany nawy oddzielone są gzymsami.
Ołtarz główny jest barokowy wykonany zapewne w 1662 roku. Wielokrotnie był remontowany i częściowo uzupełniany. Retabulum, czyli malowana nastawa ołtarzowa ustawiona z tyłu ołtarza składa się z trzech części.
Świątynia posiada 2 ołtarze boczne. Obydwa są barokowe, lewy został wykonany w drugiej połowie XVII wieku, prawy w trzeciej ćwierci XVII wieku.